# Popón
San Popón de Deinze (Poppon de Stavelot) (Deinze, 977 – Marchiennes, 25 de enero de 1048) fue un abad de los monasterios de Stavelot y Malmedy, que difundió en muchos monasterios de Lotaringia la observancia de Cluny.

## Biografía
La Vita Popponis, biografía de Poppo, fue escrita poco después de su muerte por el monje Onulf y el abad Everhelm de la abadía de Hautmont. De acuerdo con este escrito, Poppo pertenecía a una familia noble de Flandes. Sus padres era Tizekinus y Adalwif. Hacia el año 1000, hizo un peregrinaje a Tierra Santa junto a dos compañeros y poco después iría a Roma. Empezó la carrera militar y tenía la intención de casarse hasta que ocurrió un hecho milagroso, que le hizo dejar ambas cosas. Una noche, una llama llegó del cielo e iluminó su lanza. Creyendo que era una anunciación del Espíritu Santo, entró en el monasterio de San Thierry en Rheims (1005).
Hacia 1008, el abad Ricardo de St. Vanne en Verdún, que era un celoso reformista, llevó a Popón a su monasterio. En 1013, Ricardo convirtió a Poppo en prior de la St. Vaast en Arras, en la Diócesis de Cambrai. Popón intentó estar a la altura reclamando las tierras del monasterio a los vasallos. Antes de 1016, sus extensiones llegarían hasta Vasloges (Beloacum, Beaulieu) en la diócesis de Verdún.
En 1020, el emperador Enrique II, entró en contacto con Popón en 1016, para hacerle abad de las abadías de Stavelot-Malmedy (en la Baja Lorena, ahora Bélgica). Popón también recibió en 1023 la Abadía de San Maximino en Tréveris.
Durante el reinado de Conrado II, se convirtió en uno de los religiosos más importantes de su tiempo. Desde San Maximino, se convirtió en un gran impulsor de la reforma de Cluny. El emperador, enojado con esa actitud, sustrajo del poder de San Popón algunos monasterios como Limburg an der Hardt, Echternach, St. Gislen, Weissenburg, St. Gall, Hersfeld, Waulsort, Hautmont y Hastières. Poco después, Popón transfirió esas posiciones a sus pupilos y familiares. De todas maneras, Las reformas de Ricardo de Saint-Vanne no tuvieron un gran predicamento en el Imperio germánico. 
Personalmente, Popón practicó un severo ascetismo. No tenía el más mínimo interés político sino tan solo en sus capacidades de negociación. Durante el reinado del emperador Enrique III perdió toda su influencia. Murió mientras estaba en la abadía de Marchiennes. Sus restos fueron enterrados en la abadía de Stavelot.